# دلاور دوران
دلاور دوران فیلمی به کارگردانی و نویسندگی ابراهیم باقری محصول سال ۱۳۴۷ است.

## خلاصه داستان
مرد جوانی عاشق دختر ارباب خود شده و به کمک او در کارخانهٔ مردی ثروتمند مشغول به کار می‌شود…

## بازیگران
- رضا بیک ایمانوردی
- داریوش اسدزاده
- فرانک میرقهاری
- اشرف کاشانی
- ایران قادری
- گیسو
- پیشواییان
- نرسی کرکیا